# El directo
El directo es un álbum grabado en la Sala Divino Aqualung (Madrid) el 1 de marzo de 2003 por el grupo de rock español Porretas. Este «recopilatorio», grabado en directo, consta de dos CD en los que se incluyen todos los éxitos del grupo madrileño siendo, éste, su noveno álbum. 
También está disponible una edición de este álbum en formato DVD, que incluye el concierto completo del grupo con imágenes, ya que en el formato CD sólo se incluía el audio.

## Lista de canciones
CD 1
1. Antimilitar
2. Si Bebes No Conduzcas
3. Que Se Vayan A Hacer Puñetas
4. Si Lo Se Me Meo
5. Mensajeros
6. Dos Pulgas En Un Perro
7. El Deudor Del Condado De Hortaleza
8. La C.I.A.
9. Joder Qué Cruz
10. Vive Y Deja Vivir
11. Ahora Lo Llevamos
12. Si Nos Dejáis
13. Malditos Bastardos
14. Doce Mandamientos
15. Jodido Futuro

CD 2
1. El Baile De Los Sordos
2. El Abuelo
3. Hortaleza
4. W.C.
5. Si Los Curas Comieran Chinas Del Río
6. Última Generación
7. Palofumeque C.F.
8. Aijo!
9. Marihuana
10. El Esparramao
11. La Del Fútbol
12. Popurrí
13. Y Aún Arde Madrid
14. Porretas

## Formación
Porretas
- Rober: voz y guitarra.
- El Bode: guitarra.
- Pajarillo: bajo y voz.
- Luis: batería.

Colaboraciones
- Mohamed (Mägo de Oz): violín en «El baile de los sordos»
- Enrique Villarreal «El Drogas» (Barricada): voz en «Malditos bastardos»
- Julián Hernández (Siniestro Total): voz en «W.C.»
- Fernando Madina (Reincidentes): voz en «Aijó!»